# Tenedos minor
Tenedos minor là một loài nhện trong họ Zodariidae.
Loài này thuộc chi Tenedos. Tenedos minor được Eugen von Keyserling miêu tả năm 1891.